# Liste der Kulturdenkmale in Karlsruhe-Nordweststadt

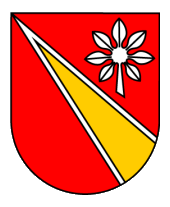
Wappen der Nordweststadt

In der Liste der Kulturdenkmale in Karlsruhe-Nordweststadt werden alle unbeweglichen Bau- und Kunstdenkmale in Nordweststadt (Karlsruhe) aufgelistet, die in der städtischen „Datenbank der Kulturdenkmale“ geführt sind.
Diese Liste ist nicht rechtsverbindlich. Eine rechtsverbindliche Auskunft ist lediglich auf Anfrage bei der Unteren Denkmalschutzbehörde der Stadt Karlsruhe erhältlich.

## Liste
| Bild           | Bezeichnung                                                                    | Lage                                                                                     | Datierung | Beschreibung | ID |
| -------------- | ------------------------------------------------------------------------------ | ---------------------------------------------------------------------------------------- | --------- | --- | -- |
|                | Ateliergebäude der Stadt Karlsruhe                                             | Stresemannstr. 40                                                                        | 1962      | Ateliergebäude der Stadt Karlsruhe, von Professor Werner Dierschke entworfen, Atelierräume für 12 Maler und Bildhauer. Geschützt nach § 2 DSchG |    |
|                | Brunnen                                                                        | Kußmaulstr. 17, vor dem Gebäude der Bundesanstalt für Wasserbau                          | 1977      | Brunnen von Bernd Benedix. Geschützt nach § 2 DSchG |    |
|                | Denkmal für die Gefallenen des Karlsruher Fußballvereins (KFV) im 1. Weltkrieg | Gottfried-Fuchs-Platz                                                                    | 1920      | Gefallenendenkmal, Gelände des Karlsruher Fußballvereins, Spielplatz beim Vereinsheim (Hertzstr. 17) für die Gefallenen des Karlsruher Fußballvereins (KFV) im 1. Weltkrieg, Steinstele mit eingesetzter hochovaler Gedenktafel aus Bronzeblech, Widmung der Tafel nach dem 2. Weltkrieg erweitert. Geschützt nach § 2 DSchG |    |
|                | Ehemalige Artilleriekaserne                                                    | Kußmaulstr. 3, 7, 9, 15, 15a, 15b, Hertzstr. 10, Moltkestr. 130, 132, 134, 136, 150, 152 | 1890      | Ehem. Artilleriekaserne, erbaut in den 1890er Jahren, Stabs- und Mannschaftsgebäude, Werkstätten, Lagerhallen für Geschütze, Material und Fahrzeuge, heute unter anderem Nutzung durch Schule (Erich-Kästner-Schule Moltkestr. 130, 132, 136), Ämter und Gewerbebetriebe (Sachgesamtheit); jüngere Bauten der Kußmaulstr. 13 sind nicht zugehörig; Hertzstr. 12, wegen starker Umbauten erhaltenswert, aber nicht zugehörig; zugehörig sind die historischen Freiflächen der Kasernenanlage, auf denen heute teilweise jüngere Gebäude stehen (vgl. Kartierung) Geschützt nach § 2 DSchG                         |    |
|                | Ehemalige Telegraphenkaserne, Reitinstitut Egon-von-Neindorff-Stiftung         | Nancystr. 1, Hertzstr. 14–16, St.-Barbara-Weg 5                                          | 1907      | Telegraphenkaserne, heute auch Universität-West, 1902/03 durch das Militärbauamt, zugehörig Reithalle der Telegraphenkaserne, heute Reitschule Neindorff, 1907 (Nancystr. 1), vor dem 2. Weltkrieg. erweitert, Werkstattgebäude der Kaserne (St. Barbara-Weg 5), Sachgesamtheit. Geschützt nach § 2 DSchG |    |
|                | Pfarr- und Gemeindehaus St. Konrad                                             | Hertzstr. 16a                                                                            |           | Geschützt nach § 2 DSchG |    |
| Weitere Bilder | Katholische Kirche St. Konrad                                                  | Hertzstr. 16b                                                                            | 1956      | Katholische Kirche St. Konrad mit freistehendem Glockenturm, 1956–57 von Werner Groh und Mitarbeiter J. Stier errichtet, Glasfenster von Franz Dewald. Backsteinverblendeter Betonbau mit freistehendem Glockenturm. Geschützt nach § 2 DSchG |    |
|                | Katholisches Gemeindezentrum                                                   | Kaiserslauterner Str. 4                                                                  | 1968      | Katholische Filialkirche St. Matthias, Kirche und Gemeinderäume errichtet nach Plänen von Werner Groh (1919–2011) aus Karlsruhe, 1968–70 (Baugenehmigung 24. April 1969)Ausstattung: Lesepult, Tabernakel und Kruzifix aus Bronze, gestaltet von der Bildhauerin Gudrun Schreiner, im Seitenschiff holzgeschnitzte Spätgotikmadonna (um 1600) aus Frankreich, im Kellergeschoss Pfarrsaal, Gemeinderäume, überdachter Verbindungsweg zum Kindergarten und zur Hausmeisterwohnung (eingeschossige Flachdachbauten), zugehörige Außenanlagen mit Hof, Bänken, Mauerzügen und Parkplätzen. Geschützt nach § 2 DSchG |    |
| Weitere Bilder | Städtisches Klinikum                                                           | Kußmaulstr. 1, 10, Franz-Lust-Str. 15, Moltkestr. 90, 120                                | 1903      | Städtisches Klinikum, 1903–1907 von Wilhelm Strieder, Brunnen (hinter dem Verwaltungsgebäude), 1903–1907, Wilhelm Strieder. Geschützt nach § 2 DSchG |    |
|                | Telegraphendenkmal                                                             | Hertzstr. 16                                                                             | 1932      | Telegraphendenkmal, an die im 1. Weltkrieg Gefallenen des Telegraphen-Bataillon Nr. 4. Geschützt nach § 2 DSchG |    |
|                | Wohnhaus                                                                       | Wiesbadener Str. 32                                                                      | 1966      | Wohnhaus, zweigeschossiger und giebelständiger Massivbau aus Kalksandstein, Giebeldach, gartenseitige Holzloggia, gestalteter Garten mit Gartentor, Wege, Terrasse und Freisitz mit Waschbetonsteinen, Wallungen, 1966–67 als Zweifamilienhaus nach Plänen des Karlsruher Architekten Erich Rossmann für Barbara Anders. Geschützt nach § 2 DSchG |    |
|                | Wohnhaus                                                                       | Wiesbadener Str. 8                                                                       | 1962      | Wohnhaus, zweigeschossiger und giebelständiger Backsteinbau mit Satteldach, Loggia mit Balkon zur Gartenseite, flacher Anbau mit Freisitz und Garage, 1962/3 nach Plänen des Karlsruher Architekten Prof. Erich Rossmann (1925–2010) für Gerhard Meyer. Geschützt nach § 2 DSchG |    |